# Trinity Railway Express
El Trinity Railway Express es un sistema de tren de cercanías que abastece a la ciudad de Dallas, Texas operado por Herzog Transit Services. Inaugurado el 30 de diciembre de 1996, actualmente el Trinity Railway Express cuenta con 1 línea de 10 estaciones.